# ディジーズ (レディー・ガガの曲)
「ディジーズ」（英: Disease）は、レディー・ガガの楽曲。彼女の8枚目のスタジオ・アルバム『メイヘム』からの1枚目のシングルとして2024年10月25日に発売された。

## 収録曲
- デジタル・ダウンロード[2][3]

1. 「ディジーズ」 – 3:49